# Guiping
Guiping (桂平市S, GuìpíngP) è una città-contea della Cina, situata nella regione autonoma di Guangxi e amministrata dalla prefettura di Guigang.